# Disturbance

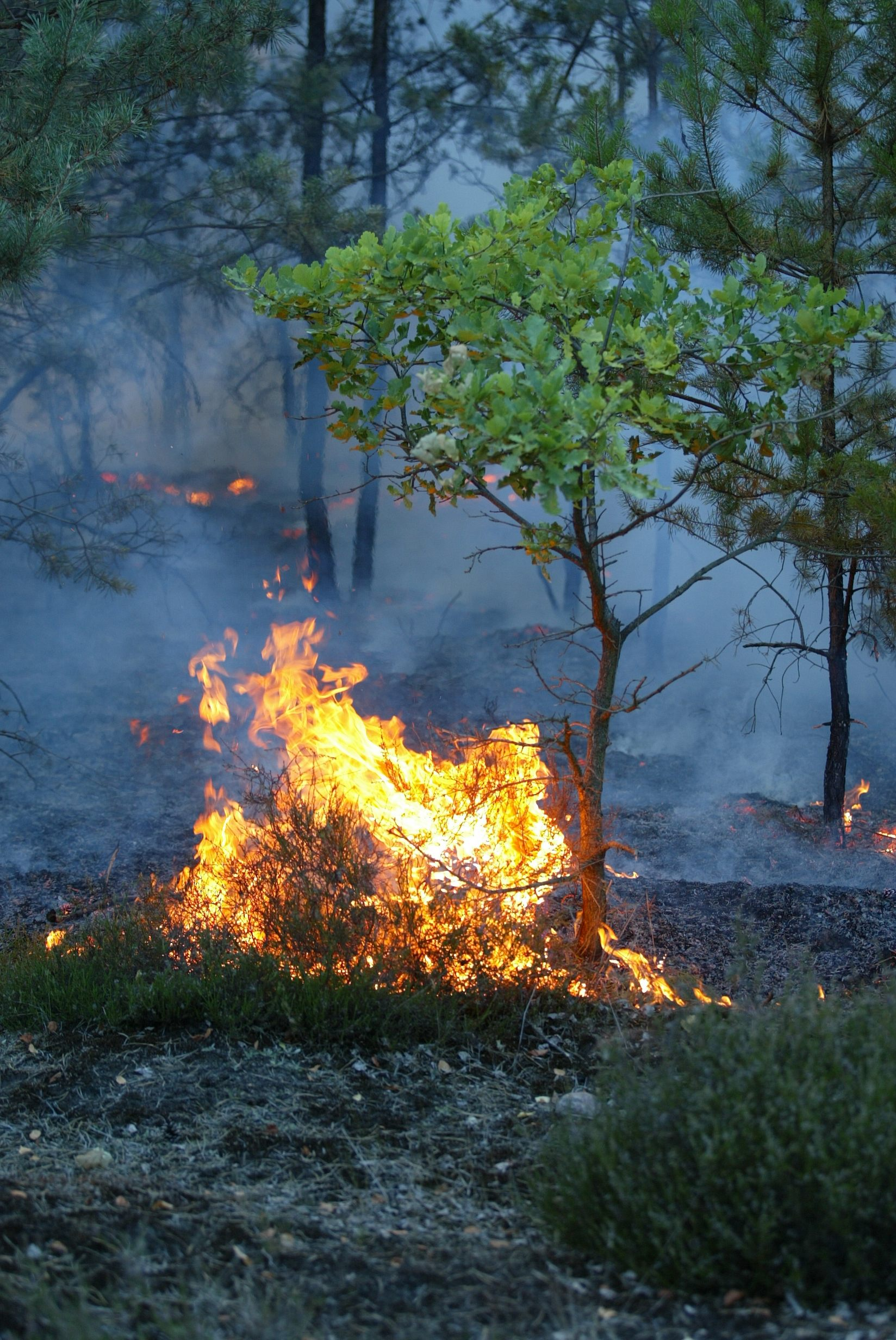
Disturbance krajiny 1

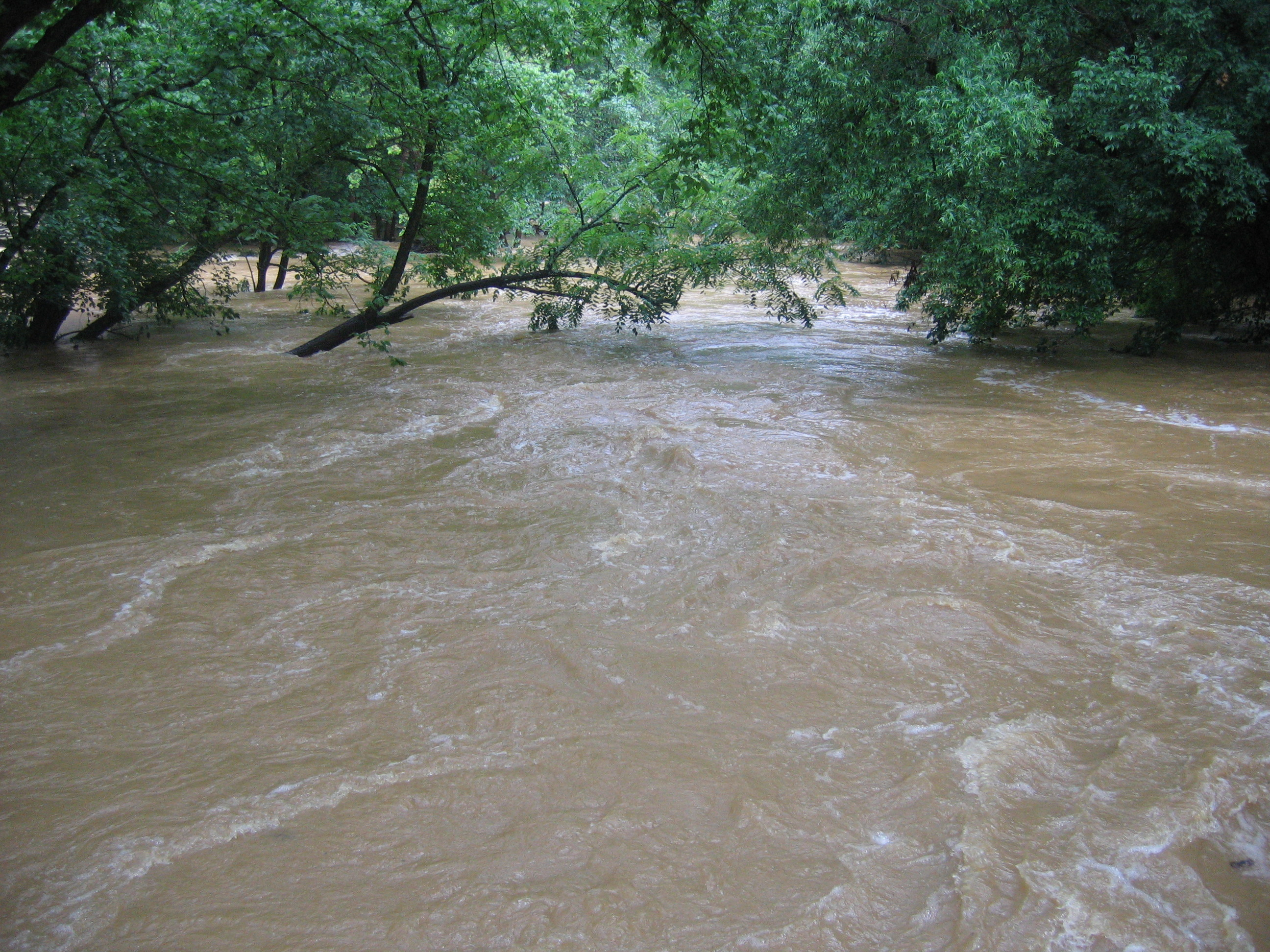
Disturbance krajiny 2

Disturbance (narušení) je z biologického hlediska dočasná změna obvyklých podmínek způsobující podstatnou změnu v ekosystému. Může se jednat o změnu náhlou nebo postupnou, vždy však vede ke stejnému výsledku, k odstranění velkého množství biomasy i živočichů. Narušuje ekosystém, jeho složení, strukturu a funkci.
Je to událost, která jedny organismy potlačuje a současně vytváří prostor pro opětovnou kolonizaci jedinci stejných nebo jiných druhů. Toto narušení prostředí přináší jak nepříznivé, tak i příznivé vlivy, které se mohou projevovat i evolučně.

## Vznik
Příčiny vedoucí ke vzniku disturbancí lze rozdělit na:
- abiotické – oheň (po zásahu blesku), záplavy a vodní eroze (povodně, tsunami), vítr (polomy, hurikány), tektonická aktivita (zemětřesení, sopka)

- biotické – člověk (vykácení lesa, vypalování porostů), býložravci (odtrávnění dlouhodobou pastvou), hmyz a patogenní organismy (kůrovec, sarančata, parazitické houby)

## Důsledek
Obvykle se uvádějí tři varianty, které mohou, pokud nedošlo k totální devastaci krajiny, po odeznění příčin samovolně nastat:
- Spontánně se obnoví původní biologické a zoologické společenství, které bylo v prostoru před pohromou, toto se stává v případech pravidelných disturbancí, např. v prostředí tajgy nebo křovinatých stepí a savan, kde periodicky dochází k požárům a tudíž tam rostou rostliny na oheň přizpůsobené (hluboké kořeny, tlustá kůra) a žijí živočichové schopní rychlého přesunu (dobří běžci, létající hmyz) nebo kladoucí vajíčka hluboko v zemi (termiti). Některé druhy dokonce na tyto události, pro jiné organismy katastrofální, přímo čekají, aby po ohni mohla vyklíčit jejích semena nebo aby velká voda roznesla jejích oddenky a semena do okolí.

- Vznikne společenství druhově chudší než bylo původní, uvolněné místo zaujmou byliny neb stromy, které jsou mnohdy invazní (křídlatka, akát) a vytvářejí rostlinné monokultury vhodné k životu jen pro málo druhů živočichů.

- Nastane dynamický vývoj, kdy po disturbanci vznikne za nových startovacích podmínek nový ekosystém i s náznakem evoluce a může vedle sebe existovat větší počet forem organismů. Po vykácení starého lesa vznikne osluněný prostor pro klíčení semen nových stromů a dalších bylin a může se tak i rozšířit druhová variabilita původní monokultury. Na půdě požárem nebo vodou zbavené starých rostlin mohou dobře klíčit málo konkurenceschopné rostliny, které předtím v zastínění byly o tuto šanci připraveny nebo se v daném prostoru vůbec nevyskytovaly.

## Možnost omezení
Rozsah a závažnost disturbance záleží i na mozaikovitosti prostředí. Skládá-li se krajina z menších nestejnorodých ploch, je pravděpodobnější, že disturbance v daném případě zasáhne jen některou a tudíž nenabude katastrofálních rozměrů.